# Cazaubon
Cazaubon település Franciaországban, Gers megyében. Lakosainak száma 1663 fő (2022. január 1.). Cazaubon Gabarret, Labastide-d’Armagnac, Lagrange, Parleboscq, Ayzieu, Campagne-d’Armagnac, Eauze, Larée, Marguestau, Monclar és Réans községekkel határos.

## Népesség
A település népességének változása:
| Lakosok száma | 1691 | 1635 | 1605 | 1612 | 1709 | 1661 | 1629 | 1654 | 1670 | 1663 |
|               | 1968 | 1982 | 1990 | 2006 | 2013 | 2015 | 2017 | 2019 | 2020 | 2022 |